# Římskokatolická farnost Ševětín
Římskokatolická farnost Ševětín je územním společenstvím římských katolíků v rámci vikariátu České Budějovice - venkov českobudějovické diecéze.

## O farnosti

### Historie
V Ševětíně je doložena plebánie v roce 1356. Ta později zanikla a v letech 1575–1720 byl Ševětín filiálkou farnosti v Lomnici nad Lužnicí. V uvedeném roce 1720 byla ševětínská farnost obnovena.

### Současnost
Farnost má sídelního duchovního správce, který je zároveň okrskovým vikářem vikariátu České Budějovice - venkov a administrátorem ex currendo ve farnostech Bošilec, Dolní Bukovsko a Lomnice nad Lužnicí.
| Fotografie | Kostel                     | Místo       | Bohoslužba                                 | Bohoslužba                           | Poznámka     |
| ---------- | -------------------------- | ----------- | ------------------------------------------ | ------------------------------------ | ------------ |
|            | Kaple sv. Václava          | Drahotěšice | neslouží se pravidelně                     | neslouží se pravidelně               | obecní kaple |
|            | Kaple sv. Foriána          | Kolný       | neslouží se pravidelně                     | neslouží se pravidelně               | obecní kaple |
|            | Kaple Panny Marie          | Mazelov     | neslouží se pravidelně                     | neslouží se pravidelně               | obecní kaple |
|            | Kaple sv. Václava          | Neplachov   | neslouží se pravidelně                     | neslouží se pravidelně               | obecní kaple |
|            | Kostel sv. Mikuláše        | Ševětín     | neděle pondělí středa čtvrtek pátek sobota | 8.30 17.00 v zimě, 18.00 v létě 7.30 | farní kostel |
|            | Kaple sv. Jana Nepomuckého | Vitín       | neslouží se pravidelně                     | neslouží se pravidelně               | obecní kaple |
|            | Kaple                      | Vlkov       | neslouží se pravidelně                     | neslouží se pravidelně               | obecní kaple |